# Ninna Edgardh
Ninna Kerstin Elisabeth Edgardh, under en period Edgardh Beckman, född 12 november 1955  i Solna, är en svensk teolog, präst i Svenska kyrkan och professor i kyrkovetenskap vid Uppsala universitet.

## Yrkesliv
Edgardh har varit en pionjär vad gäller feministteologi i Sverige. När hon under 90-talet sökte doktorandtjänst vid Uppsala universitet så var kompetensen på området såpass låg att professor Sven-Eric Brodd var tveksam till att ge Edgardh chansen att doktorera då man inte visste om man från akademin skulle ha kapaciteten att bedöma hennes disputation. Hennes doktorsavhandling blev av och hon var fram till sin pensionering 2022 verksam som professor vid Uppsala universitet. 
Edgardh är författare till ett femtiotal vetenskapliga publikationer.
Doktorsavhandlingen bär titeln Feminism och liturgi - en ecklesiologisk studie (Verbum 2001, 360 sidor). Sofia - den vishet vi förkunnar (Tro & Tanke 1996, 226 sidor) undersöker hur en kvinnlig gudsmetafor, Sofia, framställs i bibeln och i kyrkans tradition.
I skriften Religiös förändring i norra Europa (Diakonivetenskapliga institutets skriftserie nr 8 - 2004, 195 sidor) bearbetar Edgardh forskningsområdena genus, tradition och religiös förändring jämte teologisk tolkning mellan tradition och situation. Av särskilt intresse är de sex premisser för en relevant teologi som Edgardh formulerar. Edgardh utkom hösten 2010 med boken Gudstjänst i tiden. Gudstjänstliv i Svenska kyrkan 1968–2008 och år 2019 med boken Diakonins kyrka. Teologi, kön och omsorgens utmattning.

## Privatliv
Ninna Edgardh, som är dotter till Bertil Edgardh och Gunnel Edgardh, är gift med Anna Karin Hammar.